# San Pier d'Isonzo
San Pier d'Isonzo é uma comuna italiana da região do Friuli-Venezia Giulia, província de Gorizia, com cerca de 1.892 habitantes. Estende-se por uma área de 9 km², tendo uma densidade populacional de 210 hab/km². Faz fronteira com Fogliano Redipuglia, Ronchi dei Legionari, Ruda (UD), San Canzian d'Isonzo, Turriaco, Villesse.

## Demografia
| Variação demográfica do município entre 1861 e 2011                               |
|                                                                                   |
| Fonte: Istituto Nazionale di Statistica (ISTAT) - Elaboração gráfica da Wikipedia |